# Mousny
Mousny est un village belge de la commune de La Roche-en-Ardenne en province de Luxembourg et Région wallonne. Le village compte une centaine d'habitants. Avant la fusion des communes, Mousny était rattaché à Ortho.
La légende Le Berger de Mousny prend place à Mousny.